# Thecla schryveri
Thecla schryveri är en fjärilsart som beskrevs av Norbert J. Cross 1937. Thecla schryveri ingår i släktet Thecla och familjen juvelvingar. Inga underarter finns listade i Catalogue of Life.